# Hans-Dieter Stell
Hans-Dieter Stell (* 24. Februar 1955 in Wuppertal) ist ein deutscher Diplomat. Von 2016 bis 2020 war er Deutscher Botschafter in Kamerun.

## Leben
Nach dem Abitur leistete Hans-Dieter Stell von 1973 bis 1975 seinen Wehrersatzdienst beim Polizeivollzugsdienst im Bundesgrenzschutz; anschließend studierte er Rechtswissenschaft in Freiburg und Genf. Nach dem Ersten juristischen Staatsexamen 1980 studierte er bis 1984 Politikwissenschaft und Philosophie an der Ludwig-Maximilians-Universität in München sowie an der Freien Universität Berlin; bis 1986 folgte der juristische Vorbereitungsdienst am Berliner Kammergericht. In dieser Zeit erwarb er 1985 den Magister Artium in Politologie an der LMU München, 1986 legte er sein Zweites juristisches Staatsexamen in Berlin ab. Anschließend begann er den Vorbereitungsdienst für den höheren Auswärtigen Dienst, den er 1987 mit der Laufbahnprüfung abschloss.
Danach arbeitete er bis 1989 in der Kultur- und Wirtschaftsabteilung des Auswärtigen Amtes in Bonn; in dieser Zeit promovierte er an der LMU München zum Doktor der Philosophie mit einer Dissertation zum Thema Machiavelli und Nietzsche – eine strukturelle Gegenüberstellung ihrer Philosophie und Politik.
Nach seinem ersten Auslandsposten von 1989 bis Ende 1991 als Ständiger Vertreter des Botschafters in Malawi war er bis 1994 in der Rechtsabteilung des Auswärtigen Amtes für internationales Steuer- und Strafrecht zuständig. Anschließend folgte eine Entsendung als Stellvertretender Generalkonsul in Istanbul. Von 1998 bis 2001 arbeitete er als stellvertretender Referatsleiter in der Rechtsabteilung des Auswärtigen Amtes (diesmal zuständig für internationales Seevölkerrecht).
Seine anschließenden Auslandsverwendungen führten ihn zunächst als Leiter der Kulturabteilung bis 2004 an die Deutsche Botschaft in Tel Aviv und danach bis 2007 als Ständigen Vertreter des Generalkonsuls nach New York.
Bis 2010 war Stell in der Zentrale des Auswärtigen Amtes in Berlin als Referatsleiter für internationale Kultur- und Medienbeziehungen zuständig, danach leitete er bis März 2013 die Deutsche Botschaft in Madagaskar, zugleich war er Botschafter in Mauritius und in der Union der Komoren.
Von 2013 bis 2016 leitet er das Generalkonsulat Ho-Chi-Minh-Stadt in Vietnam.
Von 2016 bis 2020 war er deutscher Botschafter in Jaunde/Kamerun.